# Raymond Balthazar Phélypeaux
Raymond Balthazar Phélypeaux (* um 1653; † 21. Oktober 1713 auf Martinique), Seigneur du Verger, war ein französischer Offizier, Jurist und Diplomat. Er war Lieutenant général, Conseiller d‘État d’Épée, außerordentlicher Gesandter beim Erzbischof von Köln, außerordentlicher Botschafter in Savoyen und schließlich Generalgouverneur der Französischen Antillen.

## Leben
Raymond Balthazar Phélypeaux war ein Mitglied der Familie Phélypeaux. Er war der älteste Sohn von Antoine Phélypeaux († 1665), Seigneur du Verger, Conseiller d’État, und Marie de Villebois († 1701). Sein Großvater Raymond Phélypeaux d’Herbault war Staatssekretär für auswärtige Angelegenheiten. Sein jüngerer Bruder Jacques Antoine de Phélypeaux (* 1654; † 1732) wurde Bischof von Lodève
Raymond Balthazar Phélypeaux wurde Offizier und zum Lieutenant général des Armées du Roi befördert. Später wurde er Conseiller d‘État d’Épée. Als Diplomat war er bis 1699 außerordentlicher Gesandter beim Kurfürsten von Köln, Joseph Clemens von Bayern.
Phélypeaux wurde 1700 als Sonderbotschafter nach Savoyen entsandt, wo er feststellte, dass ein Geheimvertrag gegen die Interessen Frankreichs vorbereitet wurde. Es fiel ihm schwer, seinen Minister, Jean-Baptiste Colbert, marquis de Torcy, davon zu überzeugen, zog sich aber die Feindschaft von Maria Adelaide von Savoyen auf sich, der Frau von Ludwig, Herzog von Burgund, und Tochter von Viktor Amadeus II. von Sardinien. Am Hof von Savoyen fiel er in Ungnade.
Im Jahr 1709 wurde Phélypeaux zum Generalgouverneur der Antillen ernannt. Er erreichte Martinique erst Anfang 1711 und starb dort am 21. Oktober 1713. Er hatte nie geheiratet und folglich keine legitimen Nachkommen.